# Stanislav Dostál (1963)
Stanislav Dostál (* 7. listopad 1963, Přerov) je bývalý český fotbalový záložník.

## Fotbalová kariéra
V československé lize hrál za TJ Vítkovice a na vojně za Dukle Banská Bystrica, v turecké lize za Altay Izmir a v české lize za FC Svit Zlín. V nižších soutěžích hrál v Německu za SF Siegen a doma za FK Přerov. V československé a české lize nastoupil v 257 utkáních a dal 35 gólů. Získal ligový titul v sezóně 1985/1986 s Vítkovicemi. V Poháru UEFA nastoupil v 8 utkáních a dal 2 góly.

## Ligová bilance
| Ročník                                   | Zápasy | Góly | Klub                  |
| ---------------------------------------- | ------ | ---- | --------------------- |
| 1. československá fotbalová liga 1982/83 | 9      | 2    | TJ Vítkovice          |
| 1. československá fotbalová liga 1983/84 | 21     | 3    | TJ Vítkovice          |
| 1. československá fotbalová liga 1984/85 | 29     | 3    | TJ Vítkovice          |
| 1. československá fotbalová liga 1985/86 | 28     | 4    | TJ Vítkovice          |
| 1. československá fotbalová liga 1986/87 | 14     | 5    | Dukla Banská Bystrica |
| 1. československá fotbalová liga 1986/87 | 14     | 4    | TJ Vítkovice          |
| 1. československá fotbalová liga 1987/88 | 28     | 6    | TJ Vítkovice          |
| 1. československá fotbalová liga 1988/89 | 29     | 3    | TJ Vítkovice          |
| 1. československá fotbalová liga 1989/90 | 27     | 3    | TJ Vítkovice          |
| Süper Lig 1990/91                        | -      | -    | Altay SK              |
| 1. československá fotbalová liga 1991/92 | 13     | 0    | TJ Vítkovice          |
| 1. česká fotbalová liga 1993/94          | 23     | 2    | FC Svit Zlín          |
| 1. česká fotbalová liga 1994/95          | 27     | 0    | FC Svit Zlín          |
| 1. česká fotbalová liga 1995/96          | 8      | 0    | FC Svit Zlín          |
| CELKEM                                   | 257    | 35   |                       |